# Alleizettella
Alleizettella Pit.  é um género botânico pertencente à família Rubiaceae.

## Espécies
Apresenta duas espécies:
- Alleizettella leucocarpa
- Alleizettella rubra